# Peresiek
Peresiek, Przesiek (biał. Перасек, Pierasiek; ros. Пересек, Pieriesiek) – wieś na Białorusi, w obwodzie brzeskim, w rejonie kamienieckim, w sielsowiecie Rzeczyca, w granicach Parku Narodowego „Puszcza Białowieska”.

## Historia
W dwudziestoleciu międzywojennym leżał w Polsce, w województwie poleskim, do 12 kwietnia 1928 w powiecie brzeskim, w gminie Dworce, następnie w powiecie prużańskim, w gminie Horodeczno. W 1921 miejscowość (łącznie z nieistniejącą dziś kolonią Pawlukowszczyzna) liczyła 145 mieszkańców, zamieszkałych w 23 budynkach, w tym 144 Białorusinów i 1 Polaka. 144 mieszkańców było wyznania prawosławnego i 1 rzymskokatolickiego.
Po II wojnie światowej w granicach Związku Sowieckiego. Od 1991 w niepodległej Białorusi.